# Gewissenhaftigkeit
Gewissenhaftigkeit ist ein faktorenanalytisch ermitteltes Persönlichkeitsmerkmal (vgl. Persönlichkeit) in der Differentiellen Psychologie. Sie beschreibt den Grad an Selbstkontrolle,  Genauigkeit und  Zielstrebigkeit, der einer Person eigen ist.

## Beschreibung
Zusammen mit der Extraversion, der Verträglichkeit, der Offenheit und dem Neurotizismus bildet es die Big Five.
In der Psychologie unterscheidet man sechs Untereigenschaften (Facetten) der Gewissenhaftigkeit: Kompetenz, Ordnungsliebe, Pflichtbewusstsein, Leistungsstreben, Selbstdisziplin und Besonnenheit.
Diagnostiziert wird das Ausmaß an Gewissenhaftigkeit über Adjektivlisten oder über Persönlichkeitstests wie den NEO-FFI oder das Bochumer Inventar zur berufsbezogenen Persönlichkeitsbeschreibung.
Die meisten Persönlichkeitsforscher vertreten heute die Ansicht, dass Gewissenhaftigkeit gleichzeitig das Produkt einer motivierenden und einer disziplinierenden psychischen Kraft ist. Motivierend, weil solche Menschen sich ganz auf eine Arbeit konzentrieren können, und disziplinierend, weil sie lockende Ablenkungen asketisch abblocken können.

## Messung
Am verbreitetsten ist auch heute noch der 1985 von Costa und McCrae entwickelte NEO-PI-R; dieses umfasst 240 Aussagen (Items) zur  Fremd- oder Selbstbeurteilung auf einer 5-stufigen Ratingskala.
Adjektive wie ordentlich, genau, sauber, organisiert, sorgfältig, verantwortungsbewusst, zuverlässig, überlegt und gewissenhaft „laden“ positiv auf dem Gewissenhaftigkeitsfaktor, wohingegen sich unsorgfältig, unachtsam und ungenau negativ auswirken. Gewissenhafte Menschen sind sich der Verantwortung ihrer Aufgaben bewusst und arbeiten zielstrebig und entschlossen auf ihre Ziele hin.

## Zusammenhang mit Perfektionismus
Nach der Theorie des Psychiaters und Neurowissenschaftlers Raphael Bonelli ist die Gewissenhaftigkeit ein funktionales Perfektionsstreben, während der  Perfektionismus ein dysfunktionales Perfektionsstreben darstellt. Der psychodynamische Unterschied zwischen der Gewissenhaftigkeit und dem Perfektionismus ist, dass erstere als gesundes Streben intrinsisch motiviert ist, letzterer extrinsisch. Je mehr Angst im Spiel ist, umso höher der Faktor Neurotizismus und umso extrinsischer die Motivation.
Auch Stumpf und Parker stellen wie Bonelli einen hohen Zusammenhang zwischen Perfektionismus und den Big Five heraus. So korrelieren funktionale Perfektionismus-Facetten wie hohe persönliche Standards und Organisiertheit mit Gewissenhaftigkeit. Dagegen korrelieren dysfunktionale Facetten wie leistungsbezogene Zweifel und Fehlersensibilität mit Neurotizismus.

## Weitere klinische Zusammenhänge
Unter den fünf Hauptfaktoren der Persönlichkeit sagt selbstbeurteilte Gewissenhaftigkeit das Vorgesetztenurteil über den Berufserfolg am besten vorher. Gewissenhafte werden in psychologischen Studien von ihren Ausbildern besser bewertet, haben einen objektiv besseren Output am Arbeitsplatz, zeigen ein besseres Teamverhalten, weisen höhere Leistungen und bessere Führungsqualitäten auf. Sie sind motivierter bei der Zielsetzung, blicken umsichtiger voraus und gehen durchdachter und effizienter vor.
Im Verlauf des Erwachsenenalters nimmt die Gewissenhaftigkeit zu. Für hochintelligente Kinder der Terman-Studie war niedrige Gewissenhaftigkeit ein Risikofaktor für einen früheren Tod.
Gewissenhaftigkeit und Extraversion sind die wesentlichen Persönlichkeitseigenschaften, die die Gruppenleistung beeinflussen.